# Кастільфріо-де-ла-Сьєрра
Кастільфріо-де-ла-Сьєрра (ісп. Castilfrío de la Sierra) — муніципалітет в Іспанії, у складі автономної спільноти Кастилія-і-Леон, у провінції Сорія. Населення — 37 осіб (2010).
Муніципалітет розташований на відстані близько 200 км на північний схід від Мадрида, 21 км на північний схід від Сорії.

## Демографія
Динаміка населення (INE ):

## Галерея зображень

Розташування муніципалітету Кастільфріо-де-ла-Сьєрра